# Бєлявський Олександр Борисович
Олександр Борисович Бєлявський (рос. Александр Борисович Белявский; 6 травня 1932, Москва, Російська РФСР — 8 вересня 2012, Москва, Росія) — радянський і російський актор театру і кіно, народний артист Російської Федерації (2003). Знявся більше ніж у 100 кінофільмах і телесеріалах, найбільш відомими з яких стали «Чотири танкісти і собака», «Кабачок «13 стільців»», «Іронія долі, або З легкою парою!» і «Місце зустрічі змінити не можна».

## Біографія
Народився 6 травня 1932 року в родині Бориса Мойсейовича і Любові Олександрівни Бєлявських.
Закінчив геологорозвідувальний факультет Московського інституту кольорових металів і золота в 1955 році. Після захисту диплома в 1955 році відправився на роботу в місто Іркутськ, в Східно-Сибірське геологічне управління («Сосновгеологія»). У Іркутську Олександр Бєлявський вперше вийшов на сцену самодіяльного театру. Потім у 1957 році поступив в театральне училище ім. Б. Щукіна (курс Володимира Етуша) який закінчив у 1961 році.
Актор Театру Сатири (1961—1964), театру ім. К. С. Станіславського (1964—1966), театру-студії кіноактора (з 1966 року). Володів виграшною мужньою фактурою, високим зростом, стрункою фігурою. За характером артистичного таланту і фактури був схильний втілювати негативні характери.
Був першим ведучим знаменитого у 1960-70-их роках телевізійного «Кабачка 13 стільців». Брав участь у телепрограмі «Білий папуга». Був одним із провідних акторів дубляжу кінофільмів в 1980-і роки, в тому числі став російським голосом британського коміка Бенні Хілла.
Був двічі одружений. Трагічно склалася його сімейне життя з першою дружиною. Молодший син потонув у річці, бувши дитиною, після чого був узятий на виховання хлопчик з дитячого будинку. У міру дорослішання він дізнався від «доброзичливців» про те, що є нерідною дитиною артиста, і став віддалятися від сім'ї. Результат плачевний: він випав з вікна і загинув. Від першого і другого шлюбів у Бєлявського народилися дві дочки (друга з'явилася на світ 28 серпня 2003 року, за три з лишком місяці до інсульту артиста).
4 грудня 2003 року переніс важкий інсульт, перебував на інвалідності. Загинув 8 вересня 2012 року у віці 80 років у Москві. Тіло актора було знайдено біля його будинку. За версією слідства, Бєлявський скоїв самогубство, за іншою версією, актор випав із вікна під'їзду п'ятого поверху через проблеми з серцем. Тростину актора було знайдено на п'ятому поверсі, хоча сам він жив на третьому. 12 вересня 2012 року тіло Олександра Бєлявського кремували, а урну з прахом поховали в родинній могилі на Кузьмінському кладовищі (ділянка № 62а).

## Нагороди та відзнаки
- Заслужений артист РРФСР (1988).
- Народний артист Росії (2003)

### Фільмографія
- 1957 — Розповіді про Леніна — електротехнік Микола
- 1960 — Цілком серйозно — журналіст «Фред» (новела «Іноземці»)
- 1960 — Врятуйте наші душі — Юрій Цимбалюк,курсант морехідного училища
- 1961 — Ніч без милосердя — лейтенант Генрі Девіс
- 1963 — Це сталося в міліції — лейтенант міліції Ганін
- 1963 — Іоланта — Роберт
- 1963 — Спадкоємці Рабурдена — Домінік Девін
- 1964 — Перерваний політ[pl] (Польща) — Володимир Миронов, льотчик
- 1965 — Іду на грозу — Сергій Крилов, молодий вчений
- 1966 — Липневий дощ — Володимир
- 1966 — Їх знали тільки в обличчя — Сергій Кулагін-Виноградов, радянський розвідник-диверсант
- 1966 — Чотири танкісти і собака (Польща) — капітан Іван Павлов
- 1966 — Ні і так — Стронський
- 1969 — Кабачок «13 стільців» — провідний (перші випуски)
- 1967 — Таємничий монах — Олексій Миколайович Стронський, поручик
- 1968 — 24-25 не повертається — Імант Герберт
- 1969 — Головний свідок - Матвій Савич Новожилов
- 1969 — День прозріння[pl] (Польща) - Саша, партизан
- 1970 — Ціна швидких секунд - Олег Воробйов, тренер
- 1971 — Великий бурштин - Леон Бубік, адміністратор ансамблю «Янтар»
- 1971 — Факір на годину - Сергій Олександрович, кореспондент
- 1972 — Ковадло або молот
- 1973 — Жили три холостяка - Коментатор (текст від автора)
- 1973 — Таланти і шанувальники - Григорій Антонович Бакін
- 1973 — Крах інженера Гаріна — Василь Віталійович Шельга
- 1974 — Дорогий хлопчик - Кондрашин, дипломат
- 1974 — Світло в кінці тунелю - «Рожевий»
- 1975 — Під дахами Монмартра - Ренар, секретар міністра витончених мистецтв
- 1975 — Іронія долі, або З легкою парою! — Олександр, друг Жені Лукашина
- 1975 — Коли тремтить земля - Прокоф'єв
- 1976 — 100 грам для хоробрості - Василь Феліксович Мещеряков, начальник лабораторії
- 1976 — Фітіль № 170. У сюжеті «Заради галочки»
- 1977 — Народжена революцією - Павло Миколайович Борецький
- 1977 — Зберегти місто (СРСР, Польща) - капітан Семенов
- 1977 — Фітіль № 184. У сюжеті «Манія величі»
- 1978 — І знову Аніскін - Євген Молочков («Філін», він же Іван чулимська), злодій
- 1978 — Отець Сергій - пан на поромі
- 1978 — Ралі - посередник
- 1979 — Антарктична повість - Бармін
- 1979 — Дізнання пілота Піркса
- 1979 — Місце зустрічі змінити не можна - Євгеній Петрович Фокс
- 1979 — Фітіль № 203. У сюжеті «Тонка хімія»
- 1980 — Про бідного гусара замовте слово - губернатор
- 1980 — Юність Петра - Лев Кирилович Наришкін
- 1980 — Карл Маркс. Молоді роки - поліцейський
- 1980 — На початку славних справ - Лев Кирилович Наришкін
- 1981 — На Гранатових островах - Майкл — «Сьомий»
- 1981 — Фітіль № 225. У сюжеті «Валютні операції»
- 1983 — Тривожна неділя - Істомін, майор, заступник командира пожежної частини Приморська
- 1983 — Тривожний виліт - Курліхін, радист рибосовхоза
- 1984 — Зудов, ви звільнені! - Мерехтливі-Валуа
- 1985 — На іншому березі свобода / Na druhom brehu sloboda (Болгарія, Чехословаччина)
- 1985 — Золота рибка
- 1986 — Голова Горгони - Гаврило Максимович Зуйко, білогвардійський диверсант
- 1986 — Привід - Степан Якович Митарін, голова колгоспу
- 1986 — Секунда на подвиг (СРСР, КНДР) - Чистяков
- 1987 — Повернення
- 1987 — Поразка — Богданлвскій, чиновник
- 1988 — Слідство ведуть ЗнаТоКі. Без ножа і кастета - Максим Семенович Мусніцкого
- 1988 — Подія в Утіноозьорську - Павло Андрійович, директор хімкомбінату
- 1988 — Штормове попередження - Вадим Вадимович Сироватський, заступник міністра
- 1989 — Вхід до лабіринту - бургомістр Наузен
- 1989 — Право на минуле / Právo na minulost (СРСР, Чехословаччина) - Никифоров
- 1989 — Приватний детектив, або Операція «Кооперація» - майор Кронін, Кадімір Опанасович
- 1991 — Небеса обітовані - Міров
- 1991 — Неповерненець
- 1991 — Чарівні прибульці - стукач
- 1991 — Під маскою беркута - Пол, комісар поліції
- 1993 — Виконавець вироку - полковник Сергій Суржина
- 1993 — Трактористи II - Назар Дума
- 1993 — Три серпневі дні
- 1993 — Всупереч всьому
- 1993 — Аляска Кід
- 1993 — Наш шибеник скрізь поспів
- 1993 — Сірі вовки - Л. І. Брежнєв
- 1993 — Краще бути багатою і красивою (Польща) - генерал Едмонтовіч
- 1996 — Полуничка. У серіях: «Без води», «Парі», «Підміна», «Ресторанний критик», «Охоронці»
- 1996 — Маркіз де Сад
- 1998 — Дар Божий
- 1999 — Досьє детектива Дубровського — Максим Павлович Векшин, директор ФСБ
- 2000 — ДМБ — контр-адмірал
- 2000 — Маросейка, 12, серія «Операція» Зелений лід "" — Бурмістров
- 2000 — Новий рік в листопаді — від автора
- 2000 — Таємниці палацових переворотів — Василь Долгоруков
- 2000 — Тихі вири — директор
- 2001 — Антикілер — Король
- 2001 — Конференція маніяків "- Пестриков
- 2001 — Московські вікна — інструктор міськкому КПРС
- 2001 — На розі, у Патріарших-2 — Північний Вадим Костянтинович.
- 2001 — Ніна (телесеріал) — генерал
- 2001 — Сезон полювання-2 — "Мамонт Аристарх Евгеньевич
- 2001 — Паризький антиквар — Ковальський
- 2001 — Сищики — Спасів (серія Оливкове дерево).
- 2001 — Переддень весни (Польща) — Ястурн
- 2002 — Бригада — Віктор Петрович Зорін
- 2002 — Завтра буде завтра — Ревуцький
- 2002 — Син невдахи — дядя Міша
- 2002 — Таємний знак. Частина перша — Батько Артемій, священик
- 2002 — Ціна страху The Sum of All Fears (США) — адмірал Іванов
- 2003 — Таємниці палацових переворотів — Василь Долгоруков
- 2003 — Запам'ятайте, мене звуть Рогозін! — «Папа»
- 2003 — Козеня в молоці — Журавленко
- 2003 — Найкраще місто Землі — Бєляєв
- 2003 — Оперативний псевдонім — Євсєєв Леонід Васильович. (6-а і 11-я серії).
- 2003 — Таємний знак. Частина друга: «Повернення господаря» — Батько Артемій, священик
- 2003 — Ділянка — Лазарєв
- 2003 — Чорна мітка — Член Політбюро ЦК КПРС
- 2004 — За два кілометри від Нового року — Зуєв
- 2004 — Московська жара — дід Владислава
- 2007 — Іронія долі. Продовження — Олександр
- 2008 — Поцілунок не для преси — губернатор

### Озвучення мультфільмів
- 1976 — Від тебе одні сльози — оповідач
- 1977 — Полігон
- 1979 — Дуже синя борода — закадровий текст
- 1981 — Жив-був Саушкін
- 1981 — 80 днів навколо світу — Лорд Мейз (дубляж)
- 1982 — Бюро знахідок (фільм 2)
- 1986 — Геракл у Адмета — Гермес
- 1986 — Пастка для кішок — Фріц Теофіл (дубляж)
- 1989 — Народження Ерота
- 1993 — Блазень Балакірєв
- 1993 — Чорний Плащ - Таскерніні (епізод «Шахрай на будинок»), Дерек Блант
- 1996 — Черв'як Джим — закадровий текст, епізодичні персонажі (ОРТ)
- 1996 — Вуді Вудпекер (1941) — закадровий текст
- 1996 — Енді Панда (1939—1949)

### Озвучення та дублювання фільмів
- 1938 — Набережна туманів — Люсьєн (П'єр Брассер)
- 1954 — Французький канкан — Анрі Данглар (Жан Габен)
- 1959 — Горбань — Філіп де Невер (Юбер Ноель)
- 1959 — домовласниці
- 1964 — Три життя Томазіни — Доктор (Чарльз Карсон)
- 1964 — Анжеліка — маркіза ангелів — король Людовик XIV (Жак Тожа)
- 1965 — Повітряні пригоди — П'єр Дюбуа (Жан-П'єр Кассель)
- 1965 — Анжеліка і король — король Людовик XIV (Жак Тожа)
- 1966 — Привид замку Моррісвіль — Пінкертон (Віт Ольмера)
- 1966 — Фараон — Рамзес XIII (Єжи Зельнік)
- 1966 — Ель Греко — Ель Греко (Мел Феррер)
- 1968 — Анжеліка і султан -Осман Ферраджі (Жан-Клод Паскаль)
- 1968 — Ставка більше, ніж життя /Stawka większa niż życie
- 1968 — Велике прання / La Grande Lessive
- 1969 — Заморожений — Юбер де Тартас (Луї де Фюнес)
- 1973 — Шах королеві діамантів — капітан Соколовський (Гунар Цилінський)
- 1974 — Повернення високого блондина — капітан Камбре (Мішель Дюшоссуа)
- 1974 — Неймовірні пригоди італійців у Росії — Антоніо Ло Мацца (Аліг'єрі Носкезе[it])
- 1975 — Стріли Робін Гуда — Робін Гуд (Борис Хмельницький)
- 1975 — Перша ластівка — Бежам (Гурам Лордкіпанідзе)
- 1979 — Хто є хто — Антоніо Черутті (комісар Станіслас Боровіц) (Жан-Поль Бельмондо)
- 1980 — Укол парасолькою — Грегуар Леконт (П'єр Рішар)
- 1980 — Фантазія на тему любові — Віктор Мишкін (роль, виконану фігуристом Андрієм Вітманом)
- 1981 — Не бійся, я з тобою — Рустам
- 1984 — ТАРС уповноважений заявити... — Роберт Лунс
- 1984 — Спрут, Спрут 2, Спрут 3 — Комісар Каттані (Мікеле Плачідо)
- 1985 — Обмани — все чоловічі ролі
- 1990 — Професіонал -комісар Розен (Робер Оссейн). Дубляж Мосфільм, 1990 р.
- 1991 — П'ять викрадених ченців — злодій Моня Шкіряний (Анатолій Іванов)
- 1996–1997 — Шоу Бенні Гілла
- 1995 — Перший лицар — Король Артур (Шон Коннері)
- 1997 — Люди в чорному — агент Зед
- 1999 — Що сказав небіжчик -Полковник (Станіслав Микульський)
- 1999 — Зелена миля